# Kraftwerk Pątnów
Das Kraftwerk Pątnów ist ein kohlebefeuertes Kraftwerk bei Konin in Polen. Es verfügt über eine Gesamtleistung von 1674 Megawatt.
Der erste Block des Kraftwerks Pątnów ging 1967 in Betrieb. Der zweite Block des Kraftwerks hat eine Erzeugungskapazität von 474 MW. Das Kraftwerk hat ein 135 Meter hohes Kesselhaus, welches das höchste Kesselhaus in Polen ist. Das Kraftwerk Pątnów hat fünf Schornsteine, die jeweils 150 Meter hoch sind. Ein 200 Meter hoher Schornstein des Kraftwerks Pątnów wurde 2008 abgerissen.